# Bulbophyllum falculicorne
Bulbophyllum falculicorne J.J.Sm. 1945 è una pianta della famiglia dell Orchidacee, endemica  dell'isola di Sulawesi (Indonesia).